# ميغيل كالمون
ميغيل كالمون بلدية في ولاية باهيا في المنطقة الشمالية الشرقية من البرازيل.
تحتوي البلدية على 2,821 هكتار (6,970 أكر) من إجمالي 6970 2,821 هكتار (6,970 أكر) من مساحة الحدائق التي تم إنشاؤها في عام 2000.